# Callum Ilott
Callum Ilott, né le 11 novembre 1998 à Cambridge (Angleterre), est un pilote automobile britannique. En 2020, il devient vice-champion de Formule 2 avec Virtuosi Racing.

## Carrière

### Karting
Callum Ilott fait ses débuts en kart en 2008, il commence à être remarqué en 2011 en remportant le Formula Kart Stars, et en terminant troisième au championnat allemand de karting junior en catégorie KS3. En 2012, il poursuit dans cette catégorie, au sein de l'équipe Chiesa Corse Team. Toujours en 2012, il remporte la WSK Masters Series et la WSK Final Cup, et termine deuxième en WSK Euro Series et à la coupe du monde CIK-FIA. Il est d'ailleurs nommé pilote de l'année par la WSK, faisant de lui le plus jeune à avoir été nommé. En 2013, il participe cette fois en KF2, remportant le titre en KF2 th 42° Trofeo delle Industrie. En parallèle, il participe en KF, en remportant le titre en WSK Final Cup. 
En 2014, il participe au sein de l'écurie Zanardi Strakka Racing à la coupe du monde de CIK-FIA, au WSK Champions Cup où il finit respectivement quatrième et troisième. Il gagne cependant en WSK Super Masters Series ainsi qu'en CIK-FIA European Championship.

### 2015-2016: Débuts en monoplaces dans le championnat Toyota Racing Series et Formule 3 Europe
Callum Ilott fait ses débuts en monoplace dans le championnat Toyota Racing Series, au sein de l'écurie ETEC Motorsport. Son meilleur résultat est une quatrième place lors des septième, quatorzième et quinzième courses. Il termine seizième au classement pilotes avec 358 points. Peu après la fin du championnat, il est annoncé comme pilote dans le Red Bull Junior Team.

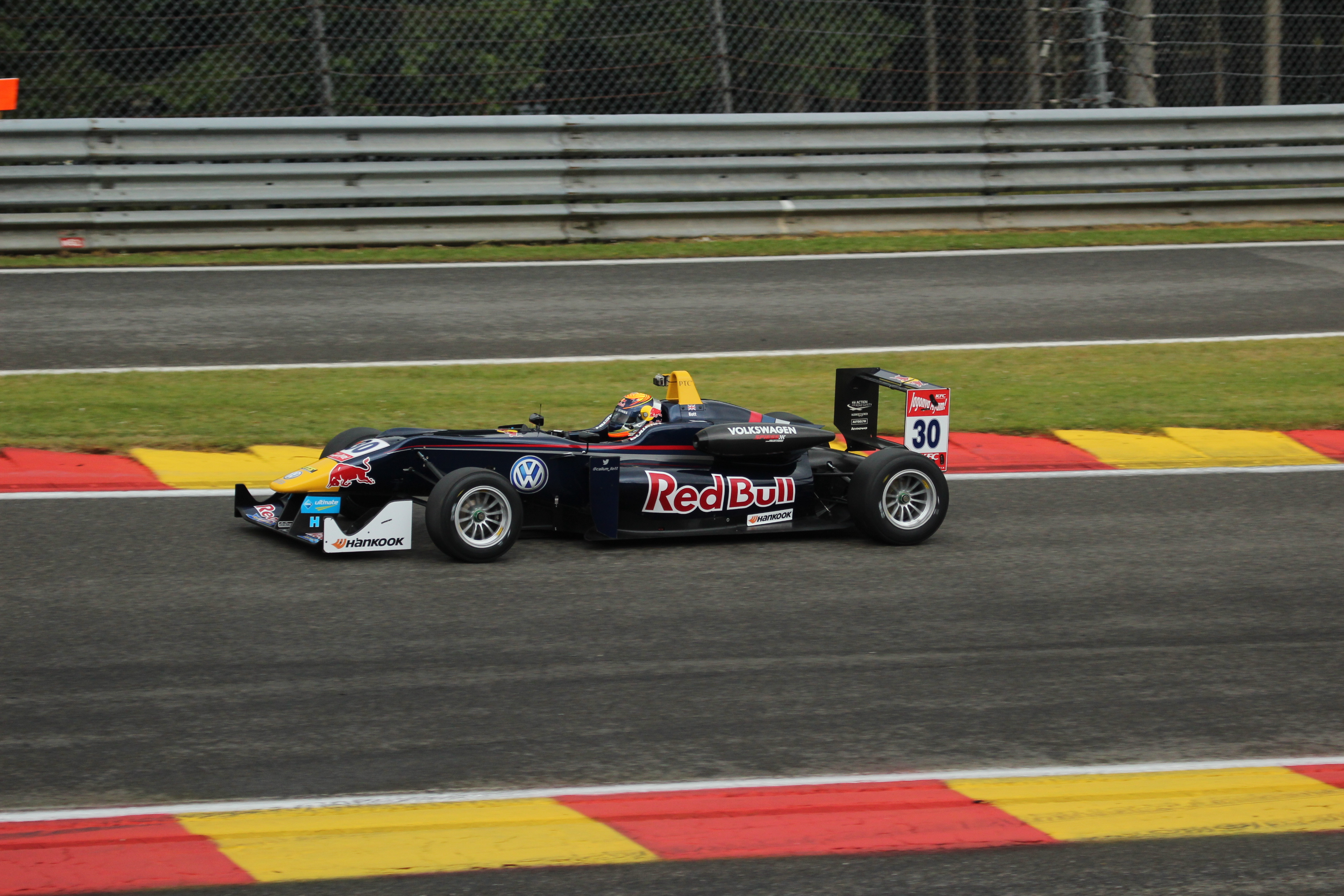
Callum Ilott en Formule 3 européenne en 2015.

Il accède à la Formule 3 en 2015 dans le championnat d'Europe de Formule 3, au sein de l'écurie Carlin Motorsport. Il est alors âgé de 16 ans. Pendant les essais de pré-saison, Callum Ilott termine sixième dans le classement global sur circuit sec, et deuxième sur circuit humide. Au cours de la saison, il monte une fois sur le podium lors de la manche au Nürburgring en terminant troisième. Au classement pilotes, il termine douzième (septième dans le classement des rookies).  
Pour la saison 2016, il intègre l'écurie Van Amersfoort Racing, aux côtés des rookies Anthoine Hubert, Pedro Piquet et Harrison Newey. Dans la seconde course de la première manche au Circuit Paul-Ricard, il obtient sa première victoire, consolidée plus tard dans la saison par une autre victoire au Red Bull Ring, qui lui permettent de finir sixième au classement pilotes.  
Le 22 novembre 2016, Callum Ilott est annoncé  au sein de l'écurie Prema Racing pour la saison 2017. Lors de sa saison, il remporte six courses et termine onze fois sur le podium ; ce qui lui permet d'être classé quatrième au classement pilotes. Au terme de sa saison 2017 de Formule 3, il intègre la Ferrari Driver Academy.

### 2017: Brève apparition en Formule 2
En décembre 2016, il fait des essais avec l'écurie ART Grand Prix au Circuit Yas Marina en GP2 Series. 
Callum Ilott prend part au championnat de Formule 2 2017 pour la manche de Silverstone avec l'écurie Trident Racing. Il termine les deux courses (principale et sprint) en dehors des 10 premiers. En décembre 2017, il prend part aux essais de fin de saison au Circuit Yas Marina avec Trident Racing et Charouz Racing System. 

### 2018: Saison en GP3 Series

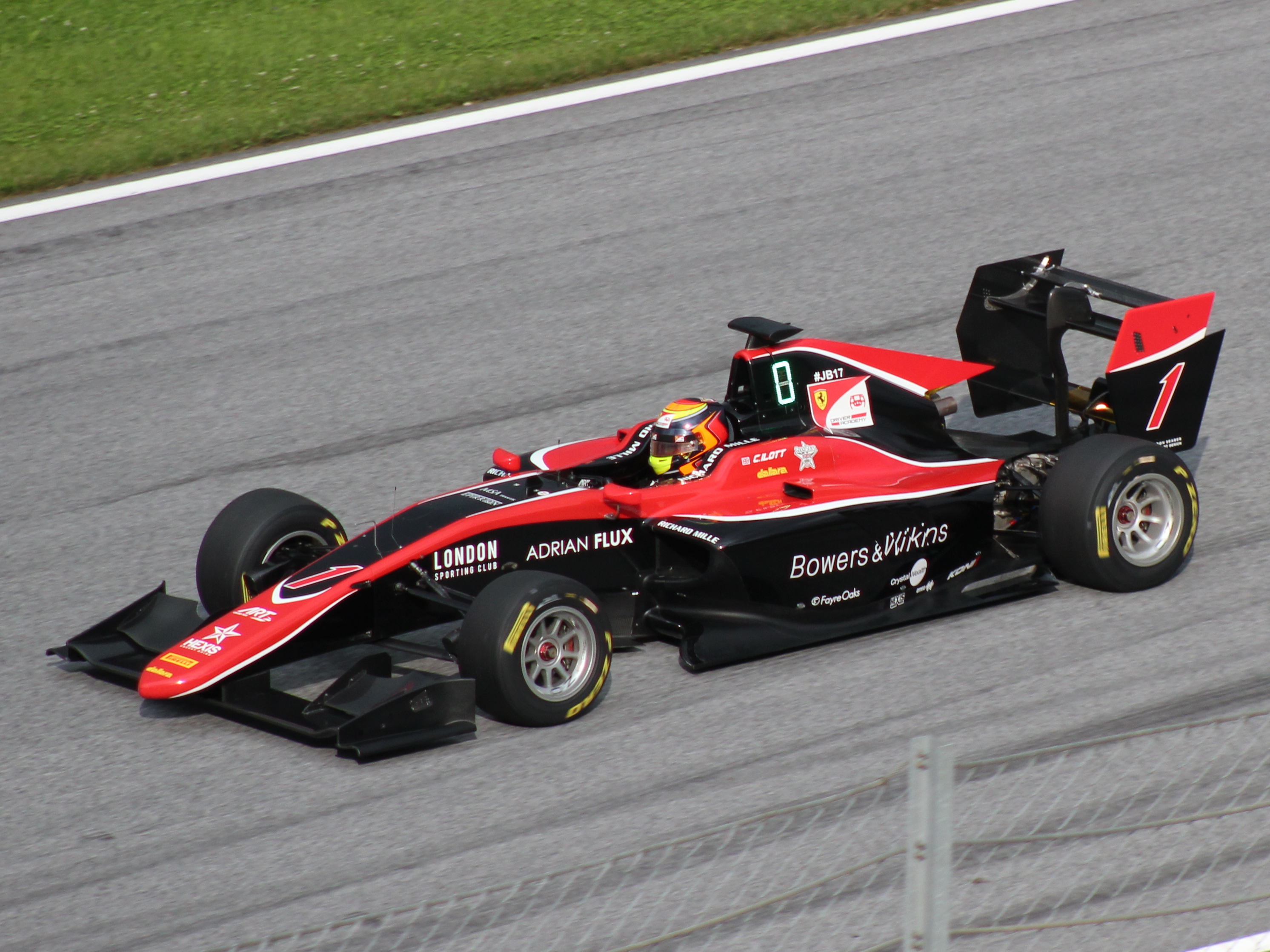
Callum Ilott sur le Red Bull Ring en GP3 Series en 2018.

Après les essais à Abou Dabi, il est annoncé comme pilote au sein de l'écurie ART Grand Prix pour la saison de 2018 de GP3 Series, aux côtés de Anthoine Hubert, qui remportera le championnat. Pour la première course à Barcelone, dans la course principale, il termine sur le podium en troisième position tandis qu'en course sprint, il termine septième. Au Castellet, pour la course a domicile de son équipe, il finit huitième de la première course tandis qu'à la seconde course, il signe sa première victoire de sa saison. En Autriche, le pilote britannique se qualifie en pole position ; pour la course principale, il signe sa seconde victoire consécutive tandis qu'en course sprint, il termine sixième. 
Pour sa course à domicile à Silverstone, dans la course principale, il termine troisième avec le meilleur tour en course tandis qu'en course sprint, il termine cinquième avec le meilleur tour en course. En Hongrie, il termine sixième pour la course principale tandis qu'en course sprint, il termine sur le podium en deuxième position. Sur le Circuit de Spa-Francorchamps, sur les deux courses, il termine sixième et troisième. En Italie, il termine, de nouveau, troisième et le lendemain, il est disqualifié lors de la course sprint. En Russie, pour les deux courses, Ilott termine hors des points (treizième et dix-huitième). Enfin, pour la dernière manche à Abou Dabi, le pilote britannique termine deux fois quatrième. Callum Ilott termine troisième du championnat, avec 167 points, en ayant remporté deux courses et en terminant sept fois sur le podium.

### 2019-2020: Deux saisons en Formule 2

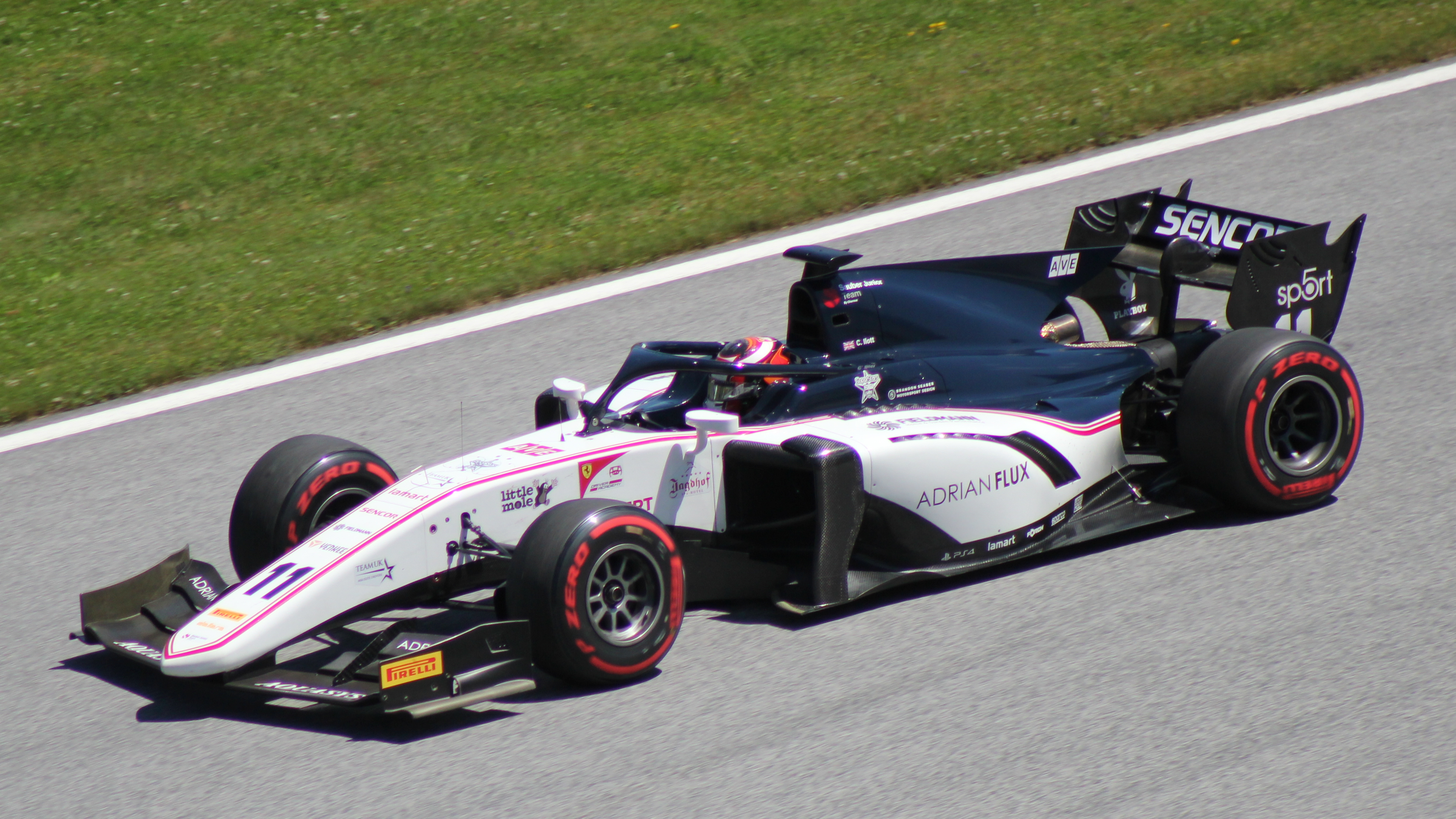
Callum Ilott sur le Red Bull Ring en Formule 2 en 2019.

En janvier 2019, la Ferrari Driver Academy annonce qu'il fera une saison complète dans la discipline. Il est annoncé chez Sauber Junior Team by Charouz.  
Pour la première course à Bahreïn, Callum Ilott termine hors des points lors des courses principale et sprint, en quatorzième et seizième place. En Azerbaïdjan, pour la course principale, il abandonne tandis qu'en course sprint, il termine neuvième. A Barcelone, pour la course principale, il termine huitième tandis qu'en course sprint, il termine sur le podium en troisième place. A Monaco, pour la course principale, Ilott est déclaré non partant à cause d'un problème technique sur sa monoplace tandis qu'en course sprint, il termine quatorzième. Au Castellet, il abandonne lors de la première course tandis qu'à la seconde course, il termine huitième. En Autriche, le pilote britannique, lors de la course principale et lors de la course sprint, termine hors des points (quatorzième et neuvième). 
Pour sa course a domicile à Silverstone, dans la course principale, il termine huitième tandis qu'en course sprint, il termine quatrième. En Hongrie, il termine dixième pour la course principale tandis qu'en course sprint, il termine, de nouveau, dixième. Sur le Circuit de Spa-Francorchamps, à la suite de l'accident mortel du pilote français Anthoine Hubert lors de la course principale, les deux courses sont annulées. En Italie, Ilott se qualifie en pole position ; pour la course principale, il termine quatrième tandis qu'en course sprint, il termine douzième. En Russie, pour les deux courses, il termine neuvième et troisième. Enfin, pour la dernière manche à Abou Dabi, le pilote britannique termine cinquième et quatrième. Callum Ilott termine onzième du championnat pilotes avec 74 points.
En novembre 2019, il participe au Grand Prix de Macao avec l'écurie Sauber Junior Team by Charouz. Lors des qualifications, il part troisième. Lors de la première course, il termine cinquième tandis qu'à la seconde course, il termine sixième.
Pour la saison 2020, il reste en Formule 2 et rejoint l'écurie britannique UNI-Virtuosi Racing.
Lors des quatre premières courses de la saison au Red Bull Ring, Ilott signe sa première victoire, termine neuvième et deux fois cinquième. En Hongrie, pour la course principale, il termine huitième tandis qu'en course sprint, il termine en deuxième place. Sur le Circuit de Silverstone, sur les deux courses jointes au Grand Prix de Grande-Bretagne, il termine cinquième et subit un abandon tandis que sur les deux autres courses, une semaine plus tard pour le Grand Prix du 70e anniversaire, il signe sa deuxième victoire et termine sixième.
En Espagne, il part de la pole position ; en course principale, Ilott termine cinquième tandis qu'en course sprint, il termine huitième. Sur le Circuit de Spa-Francorchamps, pour la course principale, il termine dixième tandis qu'en course sprint, il abandonne à la suite d'un accrochage avec Yuki Tsunoda. En Italie, sur le Circuit de Monza, il termine sixième pour la course principale tandis qu'en course sprint, il signe sa troisième victoire. En Toscane, il termine, sur les deux courses, douzième et sixième. En Russie, Ilott termine troisième et septième. La fin de saison avec son équipe est mitigée puisque lors des quatre dernières courses à Bahreïn, il termine deuxième, seizième, cinquième et dixième. Callum Ilott termine sa deuxième saison en Formule 2 à la 2e place avec 201 points.

### 2021: Pilote d'essai chez la Scuderia Ferrari en Formule 1
Le 15 décembre 2020, Callum Ilott est annoncé rejoindre la Scuderia Ferrari pour la saison 2021 en tant que pilote d'essai.

## Palmarès

### Résultats en monoplace
| Saison | Championnat                       | Écurie                        | Courses | Victoires | Pole positions | Meilleurs tours | Podiums | Points | Classement |
| ------ | --------------------------------- | ----------------------------- | ------- | --------- | -------------- | --------------- | ------- | ------ | ---------- |
| 2015   | Championnat d'Europe de Formule 3 | Carlin Motorsport             | 33      | 0         | 0              | 0               | 1       | 65,5   | 12e        |
| 2015   | Masters de Formule 3              | Carlin Motorsport             | 1       | 0         | 0              | 0               | 0       | n.c.   | 8e         |
| 2015   | Grand Prix de Macao               | Carlin Motorsport             | 1       | 0         | 0              | 0               | 0       | n.c.   | abandon    |
| 2015   | Toyota Racing Series              | ETEC Motorsport               | 16      | 0         | 0              | 1               | 0       | 358    | 16e        |
| 2016   | Championnat d'Europe de Formule 3 | Van Amersfoort Racing         | 30      | 2         | 2              | 3               | 6       | 226    | 6e         |
| 2016   | Masters de Formule 3              | Van Amersfoort Racing         | 1       | 0         | 0              | 0               | 0       | n.c.   | 4e         |
| 2016   | Grand Prix de Macao               | Van Amersfoort Racing         | 1       | 0         | 0              | 0               | 0       | n.c.   | 5e         |
| 2017   | Championnat d'Europe de Formule 3 | Prema Powerteam               | 30      | 6         | 10             | 9               | 11      | 344    | 4e         |
| 2017   | Grand Prix de Macao               | Prema Powerteam               | 1       | 0         | 1              | 0               | 0       | n.c.   | 15e        |
| 2017   | Formule 2                         | Trident Racing                | 2       | 0         | 0              | 0               | 0       | 0      | 26e        |
| 2018   | GP3 Series                        | ART Grand Prix                | 18      | 2         | 1              | 2               | 7       | 167    | 3e         |
| 2018   | Grand Prix de Macao               | Carlin Motorsport             | 1       | 0         | 0              | 0               | 0       | n.c.   | 7e         |
| 2019   | Formule 2                         | Sauber Junior Team by Charouz | 22      | 0         | 1              | 0               | 2       | 74     | 11e        |
| 2019   | Grand Prix de Macao               | Sauber Junior Team by Charouz | 1       | 0         | 0              | 0               | 0       | n.c.   | 6e         |
| 2020   | Formule 2                         | UNI-Virtuosi Racing           | 24      | 3         | 5              | 0               | 6       | 201    | 2e         |

### Résultats en IndyCar Series
| Saison | Écurie                  | GP disputés | Pole positions | Victoires | Podiums | Meilleur tours | Points inscrits | Classement |
| ------ | ----------------------- | ----------- | -------------- | --------- | ------- | -------------- | --------------- | ---------- |
| 2021   | Juncos Hollinger Racing | 3           | 0              | 0         | 0       | 0              | 18              | 38e        |
| 2022   | Juncos Hollinger Racing | 16          | 0              | 0         | 0       | 0              | 219             | 20e        |
| 2023   | Juncos Hollinger Racing | 17          | 0              | 0         | 0       | 0              | 266             | 16e        |
| 2024   | Arrow McLaren SP        | 3           | 0              | 0         | 0       | 0              | 39              | 33e        |
| 2025   | PREMA Racing            |             |                |           |         |                |                 |            |